# Pier Paolo Pasolini
« Pasolini » redirige ici. Pour les autres significations, voir Pasolini (homonymie).
Pier Paolo Pasolini [ˈpjɛr ˈpaːolo pazoˈliːni] est un écrivain, poète, peintre, journaliste, traducteur, dramaturge, artiste visuel, acteur, scénariste et réalisateur italien, né le 5 mars 1922 à Bologne, et assassiné dans la nuit du 1er au 2 novembre 1975, sur la plage d'Ostie, près de Rome.
Son œuvre artistique et intellectuelle, éclectique et politiquement engagée, a marqué la critique. Connu notamment pour son engagement marxiste, mais se situant toujours en dehors des institutions et des partis, il observe en profondeur les transformations de la société italienne de l'après-guerre, et ce, jusqu'à sa mort en 1975. Son œuvre suscite parfois des procès en « obscénité » (comme pour son dernier film, Salò ou les 120 Journées de Sodome, sorti en salles l'année même de sa mort), et provoque des polémiques par la radicalité des idées qu'il y exprime. Il se montre très critique, en effet, envers la bourgeoisie et la société consumériste italiennes alors émergentes, et prend aussi très tôt ses distances avec l'esprit contestataire des étudiants en 1968.
Avec plus de quatorze prix et neuf nominations, l'art cinématographique de Pasolini s'impose, dès 1961 avec notamment L'Évangile selon saint Matthieu, Théorème, Médée puis avec la Trilogie de la vie.

## Des années 1920 aux années 1950

### Origines familiales
Deuxième enfant de Carlo Alberto Pasolini, militaire dans l'infanterie, et de Susanna Colussi, institutrice originaire de Casarsa della Delizia, Pier Paolo naît à Bologne le 5 mars 1922, au 4 Via Borgonuovo. Carlo Alberto Pasolini naît le 26 juin 1892 à Bologne et meurt le 19 décembre 1958 à Rome. Né dans une famille assez aisée, il dilapide rapidement son héritage par amour pour une danseuse. Il est le fils de Giulia Drudi et d'Argobasto Pasolini, ainsi que le frère d'un certain Pier Paolo Pasolini, poète. Cet Argobasto descend d'une famille noble de Ravenne, les Pasolini dall'Onda (descendant d'un certain Pasolino Dall'Onda, consul de Monte Paderno au XIIIe siècle), qui possède le titre de Patricien de Ravenne. L'écrivain et réalisateur italien est donc par là un lointain cousin d'Uberto Pasolini (né en 1957), réalisateur et producteur de cinéma, et du comte Giuseppe Pasolini (1815-1876), ministre et président du Sénat italien.
Contrairement à la famille de son mari, celle de Susanna Colussi (dont le patronyme est originellement Colùs) est assez pauvre et d'origine paysanne. Son père est propriétaire d'une distillerie et aura six enfants dont un qui émigrera aux États-Unis. Parmi les sœurs de Susanna on compte notamment Enrichetta qui sera mère de l'écrivain, réalisateur et poète Domenico Naldini, cousin de Pasolini et proche ami de celui-ci, ainsi que grand-mère de Graziella Chiarcossi, la femme de l'écrivain Vincenzo Cerami.
Les parents de Pier Paolo Pasolini se sont mariés seulement trois mois plus tôt, en décembre 1921, mais étaient déjà fiancés depuis de nombreuses années. Un précédent fils, Carluccio, est d'ailleurs né en 1915 mais meurt en bas âge et Pier Paolo ne le connaîtra donc pas.

### Enfance et jeunesse

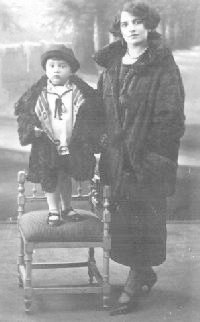
Pier Paolo Pasolini et sa mère.

En 1923, alors qu'il a un an, la famille de Pasolini, qui habite la ville de Parme, suivant les affectations du père militaire, déménage à Conegliano, puis à Belluno, où Guido son frère naît, en 1925.
En 1927, Pasolini et sa famille reviennent à Conegliano, Pier Paolo y est inscrit à l'école primaire avant ses six ans. L'année suivante, ils déménagent dans le Frioul à Casarsa della Delizia, le village d'origine de sa mère, à cause de l'arrestation du père (pour cause de dette impayée) ; sa mère reprend alors son métier d'institutrice pour faire face aux difficultés financières que leur nouvelle situation impose. La détention du père prend fin, et les déménagements reprennent de manière annuelle[réf. nécessaire]. Pier Paolo passe ses étés à Casarsa, « vieux bourg… gris et immergé dans la plus profonde pénombre de la pluie, tout juste peuplé d'antiques figures de fermiers et rythmé par l'intemporel son de la cloche. »
En 1929, la famille déménage à Sacile, toujours en raison du travail du père, et cette année-là le jeune Pier Paolo se passionne pour le dessin et la poésie[réf. nécessaire], ses sujets sont les spectacles de la nature qu'il observe à Casarsa. Après un bref séjour à Idrija, aujourd'hui en Slovénie, la famille retourne à Sacile, où Pier Paolo passe l'examen d'admission au collège, et il commence sa première année à Conegliano. Le père est muté à Crémone au milieu de l'année scolaire 1932-1933, la famille y reste jusqu'en 1935 et déménage encore à Scandiano, ce qui engendre d'inévitables problèmes d'adaptation. Le jeune Pier Paolo élargit l'étendue de ses lectures poétiques, cultive sa passion pour la littérature, et perd peu à peu son initiale ferveur religieuse (jusqu'à se définir lui-même « athée et laïc » dans un entretien en 1969).

Au collège de Reggio d'Émilie, il rencontre son premier véritable ami, Luciano Serra, qu'il retrouve l'année suivante au lycée Galvani de Bologne : 
« Bella e dolce Bologna! Vi ho passato sette anni, forse i più belli »
« Belle et douce Bologne ! J'y ai passé sept ans, peut-être les plus beaux… »
Pier Paolo cultive alors de nouvelles passions, dont le football, et alimente sa passion de la lecture, en achetant aux bouquinistes du Portico della Morte des livres d'occasion de Dostoïevski, de Tolstoï, de Shakespeare, de poètes romantiques, Coleridge ou Novalis.
Au lycée Galvani, il se fait d'autres amis, dont Ermes Parini, Franco Farolfi et Elio Meli, et crée avec eux un groupe de discussion littéraire, tout en poursuivant de brillantes études : il obtient d'excellentes notes, et en 1939, elles sont même si bonnes qu'elles lui permettent de sauter une classe et de passer le bac en automne de la même année. À seulement dix-sept ans, il s'inscrit à la faculté des lettres de l'université de Bologne et se découvre de nouvelles passions, la philologie romane et surtout l'esthétique des arts figuratifs.
Il fréquente le ciné-club, où un cycle des films de René Clair le passionne, se consacre au sport et devient capitaine de l'équipe de football de la faculté des lettres, fait des balades à vélo avec ses amis, participe aux sorties estivales en camping organisées par l'université. Il rencontre souvent ses amis — le groupe se décrit « viril et guerrier » — non seulement dans les salles de l'université, mais aussi dans d'autres lieux créés par le régime fasciste pour la jeunesse, dont le Gruppo Universitario Fascista (ou GUF), les campings de la Milizia, et les joutes culturelles organisées dans la région. À cette période, il lit les Occasioni d'Eugenio Montale, les œuvres d'Ungaretti et des traductions en italien des poésies lyriques grecques, par Salvatore Quasimodo ; outre la poésie, il lit tout ce qu'il peut trouver, traduit en italien, de Freud.

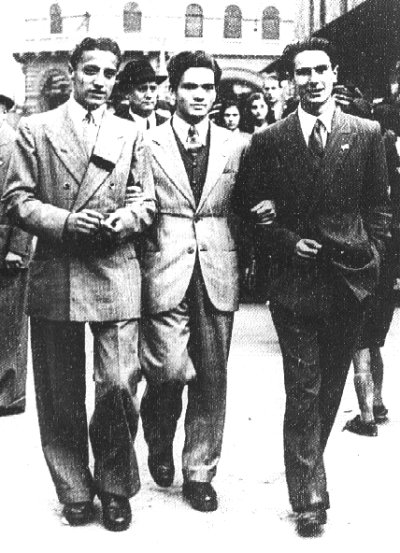
Pier Paolo Pasolini (au centre) avec ses amis à Bologne en 1937.

Comme chaque année, la famille Pasolini passe l'été 1941 à Casarsa, Pier Paolo écrit des poèmes qu'il envoie dans ses lettres à ses amis bolonais, à son ami Serra, à Francesco Leonetti et Roberto Roversi. Ces vers expriment un fort esprit de solidarité :
« L'unità spirituale e il nostro modo unitario di sentire sono notevolissimi, formiamo già cioè un gruppo, e quasi una poetica nuova, almeno così mi pare »
« Notre union spirituelle et notre mode de vie unitaire sont remarquables, c'est-à-dire que nous formons déjà un groupe, et presque une nouvelle poétique, du moins c'est ce qu'il me semble. »
Les quatre jeunes gens songent à fonder un magazine Eredi (ou « Héritiers »), que Pasolini souhaite imprégner d'un programme social : « Devant Eredi nous devrons être quatre, mais par pureté un seul. » Pourtant, le magazine ne voit jamais le jour à cause des restrictions gouvernementales sur la consommation de papier, mais l'été 1941 reste gravé pour toujours dans la mémoire des quatre amis. C'est à cette époque que Pasolini commence à écrire des dialogues en frioulan, même si les poésies envoyées à ses amis sont tout de même écrites en italien.

### Premières expériences littéraires

Pasolini à Casarsa.

De retour de Casarsa au début de l'automne, il se rend compte à quel point le frioulan lui tient à cœur. Des derniers mois de 1941 aux premiers de 1942, il écrit des vers rassemblés dans Poesie a Casarsa, un petit livre qu'il publie à compte d'auteur et que commentent Gianfranco Contini, Alfonso Gatto et le critique Antonio Russi.
Il reprend ensuite sa vie culturelle mouvementée à Bologne, à l'université surtout, et, à la suite des bonnes critiques de Francesco Arcangeli sur ses peintures, il envisage d'écrire une thèse sur l'art italien contemporain avec Roberto Longhi, un professeur d'histoire de l'art, qui lui fait découvrir les peintres Masolino, Masaccio, Piero della Francesca et Le Caravage, ce qu'il apparente immédiatement au cinéma. Pasolini n'écrit que les premiers chapitres de sa thèse avant de renoncer et de passer à une nouvelle, plus motivante pour lui, sur la poésie de Giovanni Pascoli. Le manuscrit de sa thèse sur l'art est perdu le 8 octobre 1943.
Pasolini rejoint la Gioventù Italiana del Littorio (ou GIL), une organisation de jeunesse créée par le régime, qui publie Il Setaccio, une revue d'art et de critiques dont il devient rapidement le rédacteur en chef, au côté du jeune Fabio Mauri. Mais, assez vite en conflit avec le directeur de la publication, Giovanni Zalcone, fidèle à la rhétorique du régime, Pier Paolo ne publie que sept numéros du magazine jusqu'en novembre 1943.
La même année, il visite l'Allemagne nazie au cours d'un voyage organisé pour favoriser la rencontre des jeunesses universitaires des deux pays alliés. Il s'y initie alors à la culture européenne qui lui était jusqu'alors inconnue. À son retour de voyage il publie, dans la revue du GUF, l'article Cultura italiana e cultura europea a Weimar (« Culture italienne et culture européenne à Weimar ») qui échappe à la censure. Dans le Setaccio, il trace les principes d'un programme culturel dont les piliers sont l'effort de conscience de soi, le travail intérieur, individuel et collectif, et la sensibilité critique.

### La guerre
À la fin de l'année 1942, la famille décide de se réfugier dans le Frioul, à Casarsa, réputé plus tranquille et sûr, pour y attendre la fin de la Seconde Guerre mondiale. C'est là qu'en 1943, le jeune Pier Paolo commence à comprendre les peurs érotiques qu'il avait auparavant essayé d'éloigner : « Un constant malaise sans images et sans paroles qui bat à mes tempes et m'aveugle ». Il maintient le contact épistolaire avec ses amis, auxquels il décide de ne plus rien cacher : « Je veux être au Tagliamento, y lancer mes gestes l'un après l'autre dans la lumineuse cavité du paysage. Le Tagliamento est très large. Un énorme torrent rocheux, candide comme un squelette. Nous y sommes arrivés hier à vélo, jeune indigène, avec un indigène plus jeune prénommé Bruno… »
La veille de l'Armistice du 8 septembre, il est appelé sous les drapeaux. Contraint de s'enrôler à Livourne en 1943, le lendemain de l'armistice, il refuse de rendre ses armes aux Allemands, et part se réfugier à Casarsa déguisé en paysan[réf. nécessaire]. Là-bas, il forme, avec quelques autres jeunes passionnés de poésie, un groupe culturel qui revendique l'usage du frioulan de Casarsa contre l'hégémonie de celui d'Udine[réf. nécessaire]. Le nouveau groupe décide de publier un magazine qui parlerait à son public tout en faisant la promotion de la poésie. Le premier numéro du magazine sort en mai 1944 sous le titre, en frioulan, Stroligùt di cà da l'aga (« Lunaire, de ce côté de l'eau »).

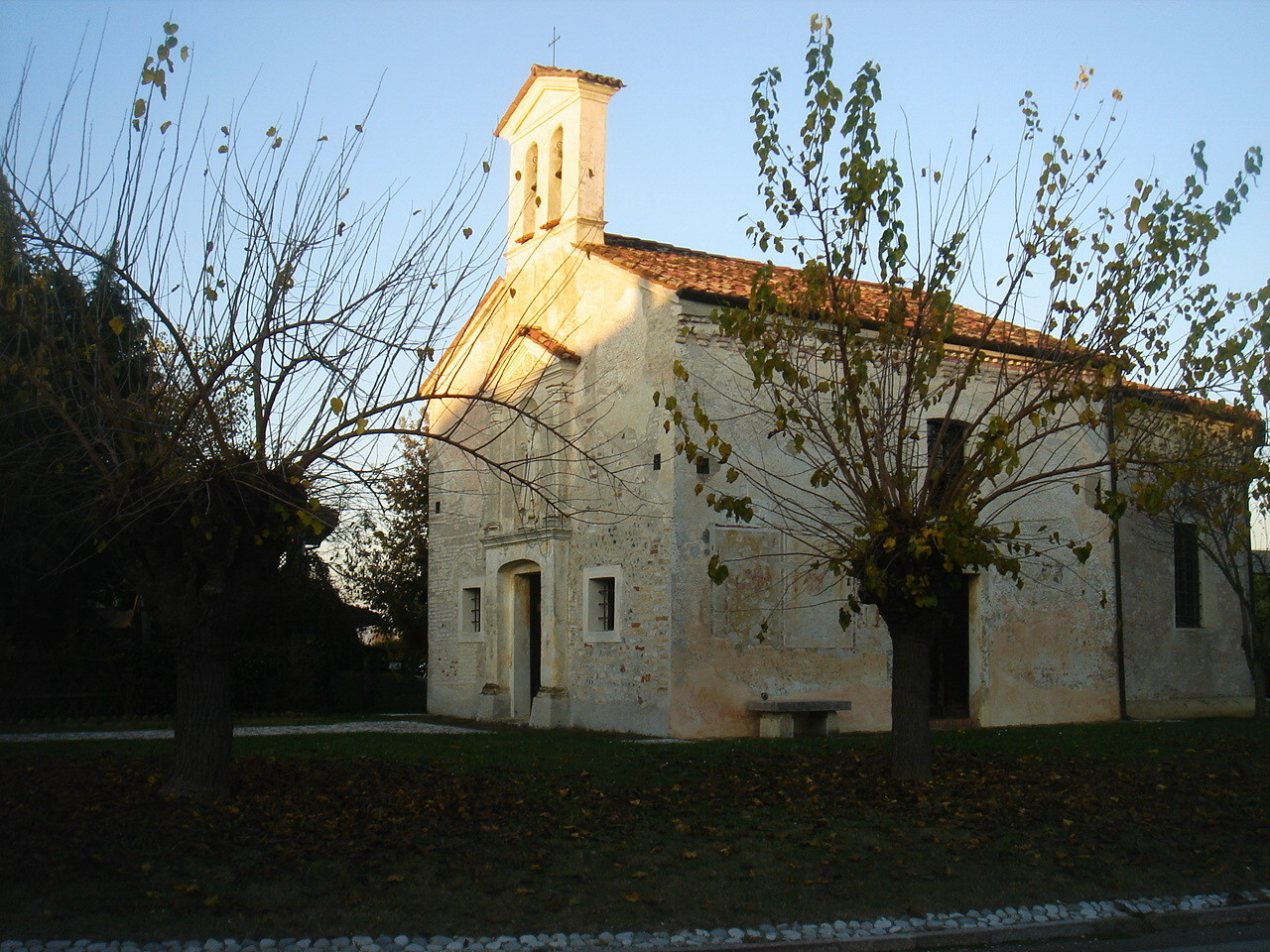
La petite église à Versuta.

Pendant ce temps, la tranquillité de Casarsa est mise à mal par les bombardements et par les raids des fascistes qui pratiquent l'enrôlement forcé dans les nouvelles forces armées de la République de Salò, ce qui provoque les premiers groupes de résistants. Pier Paolo essaie de se distraire le plus possible, se consacre à ses études et à sa poésie ; entre-temps, il ouvre un cours chez lui, pour les lycéens qui ne peuvent plus rejoindre leurs écoles à Pordenone ou le collège d'Udine. En octobre 1944, Pasolini et sa mère déménagent à Versuta, plus tranquille et plus éloigné des cibles militaires, son jeune frère Guido rejoint les résistants de la Carnia. Les enfants du village doivent désormais parcourir plus d'un kilomètre pour aller à l'école, car il n'y en a pas dans leur village, aussi Susanna et Pier Paolo décident d'en ouvrir une, gratuite, dans leur domicile, de la même manière qu'à Casarsa.
Au cours de cette période le jeune Pasolini vit son premier véritable amour pour l'un des étudiants les plus âgés, au sujet duquel il écrit : « Dans ces membres brillait une ingénuité, une grâce… ou l'ombre d'une race perdue qui se réaffirme dans l'adolescence ». En même temps, Pina Kalč, une jeune violoniste slovène qui s'est réfugiée avec sa famille chez les Pasolini, tombe amoureuse de lui. L'amour de Pier Paolo pour le jeune homme et l'amour de Pina pour Pier Paolo s'entremêlent, compliquant douloureusement les derniers et longs mois de la guerre.
Le 7 février 1945 a lieu le massacre de Porzûs, dans le Frioul oriental : une milice de partisans pro-communistes massacre la Brigade Osoppo, un groupe de partisans modérés qui s'oppose aux visées yougoslaves sur le Frioul. Et parmi les victimes se trouve le frère de Pasolini, Guido. Cette nouvelle n'arrive à Casarsa que quelques semaines après la fin de la guerre, plongeant Pier Paolo et sa mère dans le désespoir. Les cours continuent néanmoins dans la petite école à Versuta, où Pier Paolo est considéré comme un véritable professeur[réf. nécessaire].
Le 18 février de la même année, l’Academiuta di lenga furlana rassemble un petit groupe de poètes novateurs, qui, sur la base des expériences de Pasolini, fondent les principes du félibrisme régional : « Frioulanité absolue, tradition romane, influence des littératures contemporaines, liberté, fantaisie ».
En août, le premier numéro de Il Stroligùt est publié, avec une numérotation différente pour le distinguer du précédent Stroligùt di cà da l’aga. Pasolini commence en même temps la série des diarii en vers italiens publiés à compte d'auteur dans un petit volume, et qui seront publiés en 1946. La même année, il rejoint l’Associazione per l'autonomia del Friuli (L’association pour l’autonomie du Frioul), et après le retour de son père, prisonnier des Anglais, au Kenya, Pasolini soutient avec succès sa thèse, l’Antologia della poesia pascoliana : introduzioni e commenti. Par ce diplôme, le rôle de Pasolini en tant que directeur-enseignant de l’école, qui était fortement contesté par le ministère de l’éducation, est reconnu officiellement.

### L'après-guerre

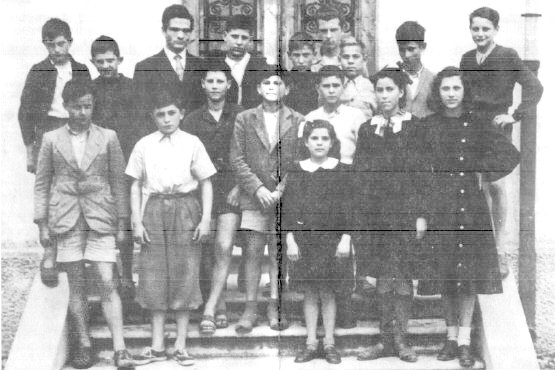
Pier Paolo Pasolini au collège de Valvasone.

En 1946 Pasolini publie I Diarii, un petit recueil de poèmes écrits en 1945, aux Edizioni dell'Accademiuta, et deux poèmes choisis et commentés par Montale dans le magazine florentin Il Mondo. Isolé à Versuta — la maison à Casarsa ayant été détruite par les bombardements[réf. nécessaire] — Pasolini essaie de reconstruire ses liens avec le monde littéraire. Il écrit à Gianfranco Contini pour lui présenter le projet de transformation de Il Stroligùt de simple folio en vrai magazine. Tout de suite après la visite à Versuta de Silvana Mauri, la sœur de son ami Fabio Mauri, qui est amoureuse de lui, il la suit en août à Macugnaga, où réside la famille Mauri, et profitant de l'occasion, passe voir Contini à Domodossola.
À Lugano où devait être décerné le prix Libera Stampa, Contini, alors membre du jury, sollicite son jeune ami afin qu'il lui envoie le texte qu'il lui avait montré, L'usignolo della Chiesa cattolica, avec la seconde partie de Il pianto della rosa[réf. nécessaire]. L'opérette ne reçoit qu'une mention spéciale, mais réussit à sortir Pasolini de son isolement, et grâce au climat plus détendu de l'après-guerre, il recommence à sortir avec les jeunes hommes de Versuta. Il se rend à Rome en octobre, il fait la connaissance de quelques écrivains qui l'invitent à collaborer au journal La Fiera Letteraria, et en mai il rédige les premières pages d'un journal intime, les Quaderni rossi (« Cahiers rouges »), car écrits dans des cahiers d'écoliers à la couverture rouge. Il complète le drame Il Cappellano et publie, une nouvelle fois aux Edizioni dell'Academiuta, un recueil de poésies, toujours en italien, appelé I Pianti (« Les pleurs »).
Le 26 janvier 1947, Pasolini écrit une déclaration dans le journal udinois Libertà qui fait parler de lui dans les milieux communistes, qui démentent son inscription au Parti communiste italien (PCI) : « Nous sommes, pour notre part, convaincus que seul le communisme est en mesure de fournir une nouvelle vraie culture, une culture qui sera morale, l'interprétation de l'existence entière ». Après la guerre, Pasolini, qui hésite longtemps entre les deux camps, observe les nouvelles exigences de justice nées des rapports entre les chefs et les plus démunis et n'a plus de doute quant au côté pour lequel il doit prendre parti. Il cherche alors à consolider une première ébauche de doctrine par la lecture de Karl Marx et surtout des premiers livres d'Antonio Gramsci. Il écrit à son amie, la poétesse Giovanna Bemporad : « L'autre est toujours infiniment moins important que le moi, mais ce sont les autres qui font l'histoire ».
Et c'est en pensant aux autres qu'il prend la décision d'adhérer au Parti Communiste Italien.
Pasolini souhaite prolonger sa collaboration avec le magazine de l'Academiuta et avec les littératures néo-latines ; grâce à Contini il fait la connaissance du poète catalan en exil, Carles Cardó. C'est à Contini qu'il envoie les recueils complets de ses poésies en frioulan, encore sous le titre de Cjants di un muart, peu après changés en La meglio gioventù. Il ne réussit pourtant pas à les faire publier ; malgré cela, il se sent heureux et écrit à ses amis : « Je suis serein et même, en proie à une avide et dionysiaque allégresse ».
Vers la fin de 1948, il commence à enseigner la littérature à l'école de Valvasone, qu'il rejoint tous les matins à bicyclette. Il continue son activité au sein du PCI, participant, en janvier, à la manifestation organisée à San Vito par la Camera del lavoro pour obtenir l'application du projet de loi Lodo De Gasperi. C'est à cette occasion que, observant les conflits avec la police et parlant avec les jeunes, il imagine un projet de roman sur ce monde bouleversé. Le premier titre du roman est La meglio gioventù. Toujours au sein du PCI, en février 1949 il participe au premier congrès de la Federazione comunista de Pordenone, et en mai de la même année il part pour Paris assister au Congrès mondial des partisans de la paix. En octobre, il est accusé de détournement de mineur et d'actes obscènes en public ; ses adversaires politiques se réjouissent du scandale et lui reprochent son homosexualité, tandis que les dirigeants du PCI d'Udine décident de l'exclure du parti[réf. nécessaire]. L'exercice de l'enseignement lui est également interdit[réf. nécessaire].
S'ensuivent deux mois difficiles pour Pasolini, qui, en janvier 1950, se réfugie dans la banlieue de Rome avec sa mère. Il peine à trouver du travail. Pendant qu'il cherche à donner des cours privés, il s'inscrit au syndicat de Cinecittà et se propose comme relecteur d'un journal. Il réussit à placer quelques articles dans quelques journaux catholiques, et continue à écrire les romans qu'il a entamés au Frioul : Atti impuri, Amado mio, La meglio gioventù. Il commence à écrire ce qui deviendra Ragazzi di vita (Les Ragazzi) ainsi que quelques œuvres romaines, dont Squarci di notte romane, Gas e Giubileo, qui sont publiées dans le recueil Alì dagli occhi azzurri. C'est grâce à son nouvel ami Sandro Penna, dont il est inséparable et avec qui il se promène la nuit le long du Tibre, qu'il fait la connaissance du jeune plâtrier Sergio Citti, qui lui apprend l'argot et le dialecte romains, devenant, comme le dit Pasolini, son « dictionnaire vivant »[réf. nécessaire]. Il compose dans cette période les poésies qui sont réunies dans le Roma 1950 - Diario, publié en 1960 par Vanni Scheiwiller. Il est embauché comme enseignant à une école de Ciampino encore non reconnue. Pendant l'été il publie son conte Il Ferrobedò dans la revue Paragone, qui devint un chapitre de Ragazzi di vita, ainsi que le court poème L'Appennino, qui ouvre Le cenere di Gramsci et d'autres contes romains. À cette époque il fait la connaissance de Giorgio Caproni, Carlo Emilio Gadda et retrouve Attilio Bertolucci, élève, comme lui, de Longhi à Bologne, grâce auquel il signe son premier contrat éditorial pour son Antologia della poesia dialettale del Novecento, qui sort en décembre 1952 avec un commentaire d'Eugenio Montale.
En 1953, il commence à réunir une anthologie de poésie populaire pour les éditions Guanda de son ami Bertolucci, elle parait en 1955 sous le titre Canzoniere italiano. Entre-temps, il publie le premier volume de vers frioulans, Tal còur di un frut. En octobre de la même année, il écrit dans la revue Paragone une autre anticipation du futur Ragazzi di vita, que Bertolucci montre à Livio Garzanti, qui publie ensuite le roman.

### Premières expériences cinématographiques et publications littéraires
Son premier travail dans le domaine du cinéma concerne l'écriture (en mars 1954), avec son ami Giorgio Bassani, du scénario de La Fille du fleuve, mis en image par Mario Soldati. La meglio gioventù, son livre de poésie en frioulan, est publié en juin de la même année, dédié à Gianfranco Contini, il gagne le prix Carducci [réf. nécessaire] à égalité avec Paolo Volponi. Vittorio Sereni lui propose de publier un recueil de poésie pour la série de livres de la maison d'édition La Meridiana dont il est l'éditeur avec Sergio Solmi. Ce recueil sort en janvier 1955 sous le titre Il canto popolare, qui est ensuite mêlé à son œuvre Le ceneri di Gramsci.
Le 13 avril 1955, Pasolini envoie le manuscrit complet de Les Ragazzi à la maison d'édition Garzanti. Le roman sort la même année, mais le thème choisi, celui de la prostitution masculine, lui vaut des accusations d'obscénité[réf. nécessaire]. Les interventions des critiques, parmi lesquels Emilio Cecchi, Alberto Asor Rosa et Carlo Salinari, sont féroces et le livre est écarté des prix Strega et Viareggio[réf. nécessaire]. Néanmoins, le roman est un grand succès auprès du public, lui valant le prix Colombi-Gudotti décerné par un jury présidé par Giuseppe de Robertis, à Parme. Entre-temps, la magistrature de Milan reçoit une plainte contre le livre, pour « caractère pornographique ».
Le 28 octobre 1955, son vieil ami, Francesco Leonetti, lui écrit en lui disant qu'il est temps de créer une nouvelle revue. Il annonce ce que sera peu après Officina, magazine dans la mouvance du précédent Eredi. Le projet du magazine, lancé par Leonetti et Roberto Roversi, est formulé cette année-là au cours de plusieurs rendez-vous que Pasolini ne rate jamais.
En cette même année 1955 sort son anthologie de la poésie populaire, Canzoniere italiano, avec une dédicace à son frère cadet Guido. En juillet, Pasolini se rend à Ortisei, avec Giorgio Bassani, pour travailler sur le scénario d'un film réalisé par Luis Trenker. C'est la période où commencent à se développer d'autres passions que sont le cinéma et la littérature. Pasolini écrit ainsi à Contini : « J'avance parallèlement sur deux voies, j'espère vers de nouvelles gares. Je ne suis pas horrifié comme le seraient les littéraires médiocres ici, à Rome : je ressens un peu d'héroïsme ».

### Polémiques et dénonciations
Pendant ce temps, la polémique suscitée par la critique de Les Ragazzi continue. Pasolini publie, dans le numéro d'avril 1956 d’Officina, un article contre Salinari et Trombatore, qui écrivent pour le Contemporaneo.
En juillet se tient, à Milan, le procès contre Les Ragazzi, qui se conclut avec un acquittement, en grande partie grâce au témoignage de Carlo Bo. Ce dernier déclare que le livre est riche en valeurs religieuses « parce qu'il encourage la piété parmi les plus pauvres et démunis » et qu'il ne contient rien d'obscène parce que « les dialogues sont des dialogues de jeunes, et l'auteur sentait la nécessité de les représenter en tant que tels ».

### Cinéaste et écrivain
Au mois d'août 1956 il coécrit le scénario du film de Mauro Bolognini, Marisa la civetta ; en même temps, il collabore avec le réalisateur italien Federico Fellini sur Les Nuits de Cabiria.
Alternant son travail de cinéaste avec celui d'écrivain, il écrit, pendant cette période, des critiques dans l'hebdomadaire Il Punto ; la première porte sur La Tourmente et autres poèmes (La bufera e altro) de Eugenio Montale. Il aide les jeunes écrivains d'Officina, comme Alberto Arbasino, Edoardo Sanguineti et Alfredo Giuliani (it), qui émergeront ensuite en tant que membres du Gruppo 63.
Il se fait de nouveaux amis, dont Laura Betti, Adriana Asti, Enzo Siciliano et Ottiero Ottieri[réf. nécessaire].
Inspiré par les évènements politiques et idéologiques du moment (dont le XXe congrès du Parti communiste de l'Union soviétique, qui signale la fin de l'ère stalinienne, mettant en évidence les évènements en Pologne et en Hongrie), 1956 est l'année de la version définitive du livre Ceneri di Gramsci (Les Cendres de Gramsci) et voit la première ébauche du roman Una Vita violenta (Une vie violente).
Le manuscrit Les Cendres de Gramsci, composé de onze courts poèmes écrits entre 1951 et 1956, est envoyé aux éditions Garzanti en août 1957. Cette œuvre suscite, tout comme Les Ragazzi, une forte critique mais reste populaire auprès du public, qui épuise la première édition en 15 jours[réf. nécessaire]. À la fin du mois, il remporte le Prix Viareggio 1957, à égalité avec Poesie de Sandro Penna.
Pasolini collabore à Vie Nuove (Voies neuves) en juillet 1957 en tant qu'invité spécial et va au Festival de la jeunesse à Moscou, tandis que la maison d'édition Longanesi publie les vers de L'usignolo della Chiesa cattolica (Le rossignol de l'Église catholique. Il travaille beaucoup sur Une vie violente, il écrit son premier scénario sans collaboration, La vita brava, et collabore avec Bolognini sur Giovani mariti.
Il finit d'écrire Une vie violente en décembre 1958 et la donne à Garzanti en mars 1959. Après un long travail d'autocensure rendu nécessaire surtout à cause d'une partie considérée « dangereuse » par l'éditeur[réf. nécessaire], le livre sort en mai 1959. Bien qu'étant sélectionné, il n'obtient ni le prix Viareggio ni le prix Strega. Toutefois, étant apprécié et estimé par écrivains et poètes, il obtient le prix Crotone d'un jury composé d'Ungaretti, Debenedetti, Moravia, Gadda et Bassani.
Pendant l'été 1959, il fait un voyage tout au long des côtes italiennes pour un reportage pour le mensuel Successo (Succès) ; il y écrit trois chapitres de ce qui devient La lunga strada di sabbia (La longue route de sable). Il traduit l'Orestie d'Eschyle pour la compagnie de théâtre de Vittorio Gassman et réarrange les vers de La religione del mio tempo (La religion de mon temps).
C'est alors que l'Azione Cattolica l'attaque en justice pour « obscénité »[réf. nécessaire] à propos de son roman Une vie violente, procès qui sera rapidement classé sans suite[réf. nécessaire].

### Son premier film:Accattone

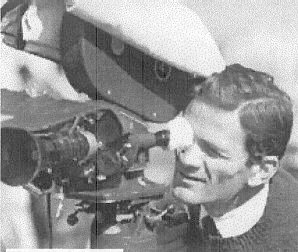
Pasolini pendant le tournage d'Accattone.

En 1960, Pasolini commence à écrire les premiers brouillons du livre d'essais Passione e ideologia (it), arrange les vers de La religione del mio tempo, et surtout, se consacre à son amour pour le cinéma en écrivant les scénarios de Ça s'est passé à Rome de Bolognini, Il carro armato dell'8 settembre de Gianni Puccini, La lunga notte del '43 de Florestano Vancini (d'après le roman de Bassani), et Le Bel Antonio, du roman de Vitaliano Brancati.
Il a en tête le projet d'écrire un film qui serait appelé La commare secca, mais les événements de ce mois de juillet concernant la chute du gouvernement Tambroni lui font mettre ce projet de côté pour travailler sur Accattone.
Son ami Bolognini lui trouve un producteur, Alfredo Bini, auquel Pier Paolo explique comment il veut que le film soit tourné : avec beaucoup de premiers plans, la prédominance des personnages sur les paysages et, surtout, une grande simplicité[réf. nécessaire]. Le protagoniste sera Franco Citti, frère de Sergio. Federico Fellini, pour lequel il avait écrit une scène de La dolce vita, l'aide à tourner deux séquences du film.
Le 30 juin de la même année, Pasolini est attaqué en justice par la police pour complicité dans un crime. Il aurait pris deux jeunes de Trastevere en voiture après une bagarre à laquelle ces jeunes auraient pris part. Il est acquitté, mais l'acharnement de la part d'autrui à l'attaquer ainsi lui laisse un goût amer :

« C'est de la méchanceté ; celui qui s'en trouve frappé est pris d'une profonde douleur ; cela lui donne l'impression d'un monde totalement incompréhensible où il est inutile de parler, de se passionner, de discuter ; cela lui donne l'impression d'une société où, pour survivre, on ne peut que devenir méchant, répondre à la méchanceté par de la méchanceté… Certes, ce que je dois payer est particulièrement lourd, parfois je me trouve désespéré, je vous le dis sincèrement. »

Toujours en 1960, deux volumes de ses vers sont publiés : Roma 1950 - Diario et Sonnetto primaverile. Avant le nouvel an 1961, il voyage en Inde avec Moravia et Elsa Morante, voyage dont il tire une série d'articles pour le journal Il Giorno, et qui forme pour partie son livre L’Odeur de l'Inde. En mai est publié le recueil La religione del mio tempo, très prisé de son ami Franco Fortini, qui lui écrit : « Je voudrais que tu sois là pour pouvoir te serrer dans mes bras[réf. nécessaire]. »
Le tournage d'Accattone commence au mois d'avril et le film est présenté à la Mostra de Venise en septembre. Il n'est pas particulièrement apprécié par la critique italienne, mais reçoit des éloges à Paris, notamment de Marcel Carné et André Chamson.

## Les années 1960

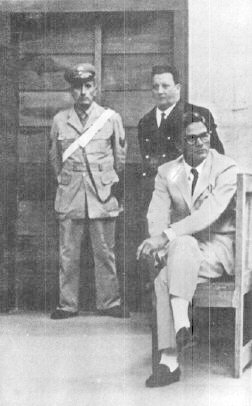
Pier Paolo Pasolini durant son procès en 1963.

En automne 1961, il s'installe dans la villa d'une amie pour écrire avec Sergio Citti, le scénario de Mamma Roma ; le tournage se fait au printemps 1962, avec Anna Magnani dans le rôle principal.
Entre-temps, Pier Paolo termine son roman en frioulan, Le Rêve d'une chose (Il sogno di una cosa), qui est publié en mai, et, entre avril et juin, il travaille sur le tournage de Mamma Roma. Le film est présenté à la Mostra de Venise, où il provoque à nouveau une campagne de dénigrement, tout en étant salué par la critique. Une nouvelle plainte pour obscénité est déposée par un colonel de carabiniers, qui sera rejetée comme infondée par le tribunal.
En septembre de la même année, Pasolini participe à une conférence à la citadelle d'Assise, où il a l'occasion de lire l'Évangile selon Saint Matthieu. De cette lecture naît l'idée d'un film. Il travaille, avec le producteur Bini ainsi que Roberto Rossellini, Jean-Luc Godard et Ugo Gregoretti, sur un film à épisodes, et pour cette occasion il pense faire un court métrage sur une reconstitution cinématographique de la Passion du Christ, écrit pendant le tournage de Mamma Roma sous le titre de La Ricotta. Le film sort en salles le 1er mars 1963, accueilli par un public peu enthousiaste. Le jour même de sa sortie, il est accusé d'« insulte à la religion d'État »[réf. nécessaire]. Alberto Moravia en dira :
« L'accusation était celle d'insulte à la religion. Beaucoup plus juste aurait été d'accuser le réalisateur d'avoir insulté les valeurs de la petite et moyenne bourgeoisie italienne ».
Le procès, tenu à Rome les 6 et 7 mars, condamne Pasolini à quatre mois de réclusion pour avoir été « coupable des délits dont on l'accuse », le film est confisqué jusqu'en décembre de la même année[réf. nécessaire].
Toutefois, Pasolini reste en contact avec la citadelle d'Assise et il commence, en février, les recherches philologiques et historiques pour réaliser le projet du film sur les Évangiles.
Avec l'expert biblique don Andrea Carraro et un groupe de techniciens, il voyage en Israël et en Jordanie pour y trouver les lieux et les personnes adaptés au tournage du film. Le cinéaste est déçu par la modernité trop apparente des paysages et renonce à y situer son film, mais les images tournées sur place deviennent, sous l’impulsion du producteur Alfredo Bini, un film à mi-chemin entre le carnet de voyage et la réflexion intérieure : « Repérages en Palestine ». Le film est ensuite tourné dans le sud de l’Italie, encore pauvre et archaïque.
L'acteur le plus difficile à trouver est celui qui doit incarner le Christ, à qui Pasolini souhaite donner une allure forte et décisive. Après avoir hésité entre quelques poètes, dont Evtusenko, Ginsberg ou Goytisolo, il trouve par hasard un étudiant espagnol à l'air fier et détaché, comme peint par Goya.
Pendant les préparations du film, Pasolini réalise un film-enquête sur la vie sexuelle des Italiens, Enquête sur la sexualité. Il commence à écrire La Divine Mimésis, Il Vantone, une réecriture romanesque des Miles gloriosus de Plaute, et, sur demande de Vittorini, il présente quelques-unes de ses poésies dans la revue Menabò et la Notizia su Amelia Rosselli.
C'est sur le tournage de La Ricotta que Pasolini fait une rencontre qui va profondément bouleverser sa vie : Ninetto Davoli, jeune acteur de seize ans dont Pasolini, à 41 ans, va tomber éperdument amoureux. Leur relation durera neuf ans et la rupture sera douloureuse pour Pasolini.
En mai 1964, il publie son quatrième recueil de vers en italien, Poesia in forma di rosa, et le 24 avril, il commence le tournage de L'Évangile selon saint Matthieu, qui se conclut au début de l’été. Le film, présenté à la Mostra de Venise en septembre, est réprimé par les intellectuels de gauche, parmi eux Sciascia et Fortini[réf. nécessaire]. Le film est présenté à Paris et y est mal accueilli par plusieurs critiques de gauche, dont Jean-Paul Sartre. Mais le film, sorti dans tous les pays européens, est un grand succès auprès du public[réf. nécessaire] et participe à la Prima mostra internazionale del nuovo cinema, à Pesaro. Pasolini y rencontre Roland Barthes.
En octobre 1965, commence le tournage du film Des oiseaux, petits et gros, qui parle de la crise politique interne du Parti communiste italien et du marxisme « idéocomique ». Les acteurs choisis sont Totò et le jeune Ninetto Davoli. Totò est choisi parce que le film, qui alterne entre le réel et le surréalisme, a besoin d'un acteur qui soit un peu clownesque.
C'est en novembre de la même année que sort le recueil narratif avec un titre suggéré par Sartre, Alì agli occhi azzurri, dont le milieu contient les scénarios de Les Garçons, Accattone, Mamma Roma et La Ricotta, tandis que les première et dernière parties sont des contes écrits dans les années 1950, ainsi que des ébauches des romans Il Rio della grana et La Mortaccia.
Cette année-là, en 1965, il est invité à diriger, avec Moravia et Alberto Carrocci (directeur de Solaria (it)), la nouvelle série du magazine Nuovi Argomenti. À la fin de l'année, il voyage en Afrique du Nord après avoir envisagé un nouveau film avec Totò et la réalisation d'un opéra lyrique à la Piccola Scala.
Déjà atteint d'un ulcère, en mars 1966, il doit s'aliter à cause d'une forte hémorragie. C'est pour lui l'occasion de relire les Dialogues de Platon, qui l'encouragent à écrire une pièce de théâtre dans un style similaire à la prose. Sa convalescence terminée, il travaille sur Bestemmia, un roman sous forme de scénario en vers, et commence à travailler sur Orgia et Bestia da stile. Entre mai et juin il travaille également sur quelques drames qu'il veut présenter à l'étranger.
Le 3 mai, Des oiseaux, petits et gros est un grand succès au Festival de Cannes[réf. nécessaire]. L'opinion positive de Roberto Rossellini pendant une conférence de presse suscite un vif intérêt pour le film.
Entre le printemps et l'été de 1966, il écrit les scénarios des films Théorème et Œdipe roi, ainsi que les drames Piliade, Porcile et Caldéron. En août, il séjourne à New York ; il songe même à tourner un film sur saint Paul dans cette ville. Il y rencontre Allen Ginsberg, qu'il retrouve l'année suivante, à Milan.
Au début du mois d'octobre il voyage au Maroc pour y repérer les lieux de tournage d'Œdipe roi, et, en novembre, il tourne un court-métrage, La Terre vue de la lune avec Silvana Mangano, Totò et Ninetto Davoli.
De retour au Maroc, il réalise, en seulement une semaine, le tournage du court-métrage Che cosa sono le nuvole?.
En avril il commence le tournage d'Œdipe roi dans le désert rouge du sud du Maroc, puis, pour quelques scènes, dans la plaine de Lodi et enfin à Bologne. Le film, présenté à la Mostra de Venise la même année, n'est pas un grand succès en Italie mais reçoit les faveurs du public et de la critique en France et au Japon[réf. nécessaire].
La même année, il écrit des essais de théorie et de techniques de la cinématographie, réunis dans un volume en 1972 sous le titre d'Empirismo eretico (it).
En mars 1968, le roman Théorème parait, il devient un film présenté à la Mostra de Venise la même année, il reçoit le prix Ocic, second prix de la carrière cinématographique de Pasolini. Jean Renoir assiste à la première et déclare à un journaliste : « À chaque image, à chaque plan, on sent le trouble d'un artiste. »[réf. nécessaire]

### La polémique des jeunes soixante-huitards

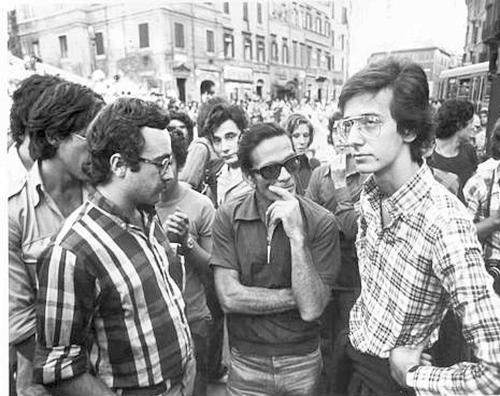
De gauche à droite, Ferdinando Adornato, Pier Paolo Pasolini et Walter Veltroni.

Après la bataille de Valle Giulia, point culminant d'une suite d'affrontements entre étudiants et police, à la suite de l'occupation préventive de la faculté romaine d'architecture, Pasolini écrit le poème Il PCI ai giovani!! (Le PCI aux jeunes !!). Destiné préalablement au magazine Nuovi Argomenti, il sort sans préavis dans L'Espresso, et déclenche une violente polémique. Dans ce poème, daté du 16 juin 1968 Pasolini dénonce les jeunes contestataires, en affirmant que leur révolution est fausse et insincère,, qu'ils sont de jeunes conformistes, instruments de la nouvelle bourgeoisie :
« Ho passato la vita a odiare i vecchi borghesi moralisti, e adesso, precocemente devo odiare anche i loro figli... La borghesia si schiera sulle barricate contro sé stessa, i "figli di papà" si rivoltano contro i "papà". La meta degli studenti non è più la Rivoluzione ma la guerra civile. Sono dei borghesi rimasti tali e quali come i loro padri, hanno un senso legalitario della vita, sono profondamente conformisti. Per noi nati con l'idea della Rivoluzione sarebbe dignitoso rimanere attaccati a questo ideale. »
« J'ai passé ma vie à haïr les vieux bourgeois moralistes, et maintenant je dois aussi haïr précocement leurs enfants… La bourgeoisie érige des barricades contre elle-même, les fils à papa se révoltent contre leurs papas. L'objectif des étudiants n'est plus la Révolution mais la guerre civile. Ils restent des bourgeois, et tout comme leurs parents ils ont un sens légaliste de la vie, ils sont profondément conformistes. Pour nous, nés avec l'idée de la Révolution, il serait digne de rester fidèles à cet idéal. »
Le poème est instrumentalisé par quelques-uns à leurs fins, et peu compris par d'autres ; il est, encore aujourd'hui, abondamment cité pour souligner ou illustrer des idées différentes, même si son auteur a parfois été oublié par ceux qui le citent.
Quelques semaines après la publication du poème, L'Espresso publie une table ronde à laquelle Pasolini participe.
La même année, Pasolini tourne La sequenza del fiore di carta avec Ninetto Davoli, sur la parabole évangélique du figuier stérile, qui sort l'année suivante, en 1969, en tant que troisième épisode du film La Contestation (Amore e rabbia).

### La fin des années 1960: entre le théâtre et le cinéma
Il publie entre-temps dans Nuovi Argomenti un essai appelé Manifesto per un nuovo teatro, dans lequel il déclare son refus complet du théâtre italien, et une critique négative du travail de Dario Fo.
Le 27 novembre, sa pièce de théâtre Orgia (it) est joué au Teatro Stabile di Torino (it), œuvre qui est mal reçue par le public et la critique[réf. nécessaire]. Orgia est créée en langue française en 1988 par l’Ensemble Théâtral Mobile et recueille un grand succès critique tant à Paris,,, qu’à Bruxelles.
À la fin de l'année 1968, il commence le tournage de Porcherie, qui est un exemple de sa période « métahistorique », ayant comme sujet le volcan Sicilien l'Etna. Il avait eu l'idée du film en 1965 après avoir vu Simone nel deserto de Luis Buñuel. Les scènes se déroulant dans le présent sont tournées à Villa Pisani, dans la ville de Stra.
Porcherie est montré à la Mostra de Venise le 30 août et y est jugé affreux et incompréhensible. Après Porcherie, qu'il décrit comme son « film le plus réussi, au moins extérieurement »[réf. nécessaire], il réalise Médée, choisissant comme actrice principale la cantatrice Maria Callas. Le film est tourné en Cappadoce, à Grado et à Pise. Pendant la postproduction du film, il voyage en Afrique et visite l'Ouganda et la Tanzanie. Il y cherche les lieux où tourner son prochain film, Carnet de notes pour une Orestie africaine.

### LaTrilogie de la vie

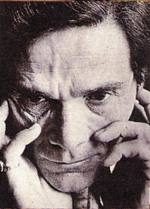
Portrait de Pasolini.

Pendant l'été 1970, il écrit des scénarios d'après dix romans d'une portée universelle, comme le Décaméron, qu'il souhaite transposer en Campanie. Il décide finalement d'en réaliser trois pour composer sa Trilogie de la vie : Le Décaméron, Les Contes de Canterbury et Les Mille et Une Nuits.
En septembre, il commence à tourner les premières scènes du Décaméron à Casertavecchia avec Ser Ciappelletto, ainsi qu'à Naples et à Merano. Pour la première fois il montre le corps nu d'un homme dans ses films : « Le corps : voici une terre pas encore colonisée par le pouvoir[réf. nécessaire]. »

« Filmées selon son instinct d’autodidacte du cinéma, sans souci de grand style solennel, ces trois collections de courts épisodes se caractérisent avant tout par leur éclatante vitalité, voire leur paillardise, odes vibrantes au désir et au sexe vus comme le sang indispensable de la vie. »

— Serge Kaganski
Entre-temps on lui propose de publier, sous le titre Bestemmia, toutes ses poésies, du premier petit livre en frioulan publié en 1942 au volume inédit Trasumanar e organizzar.

## Les années 1970

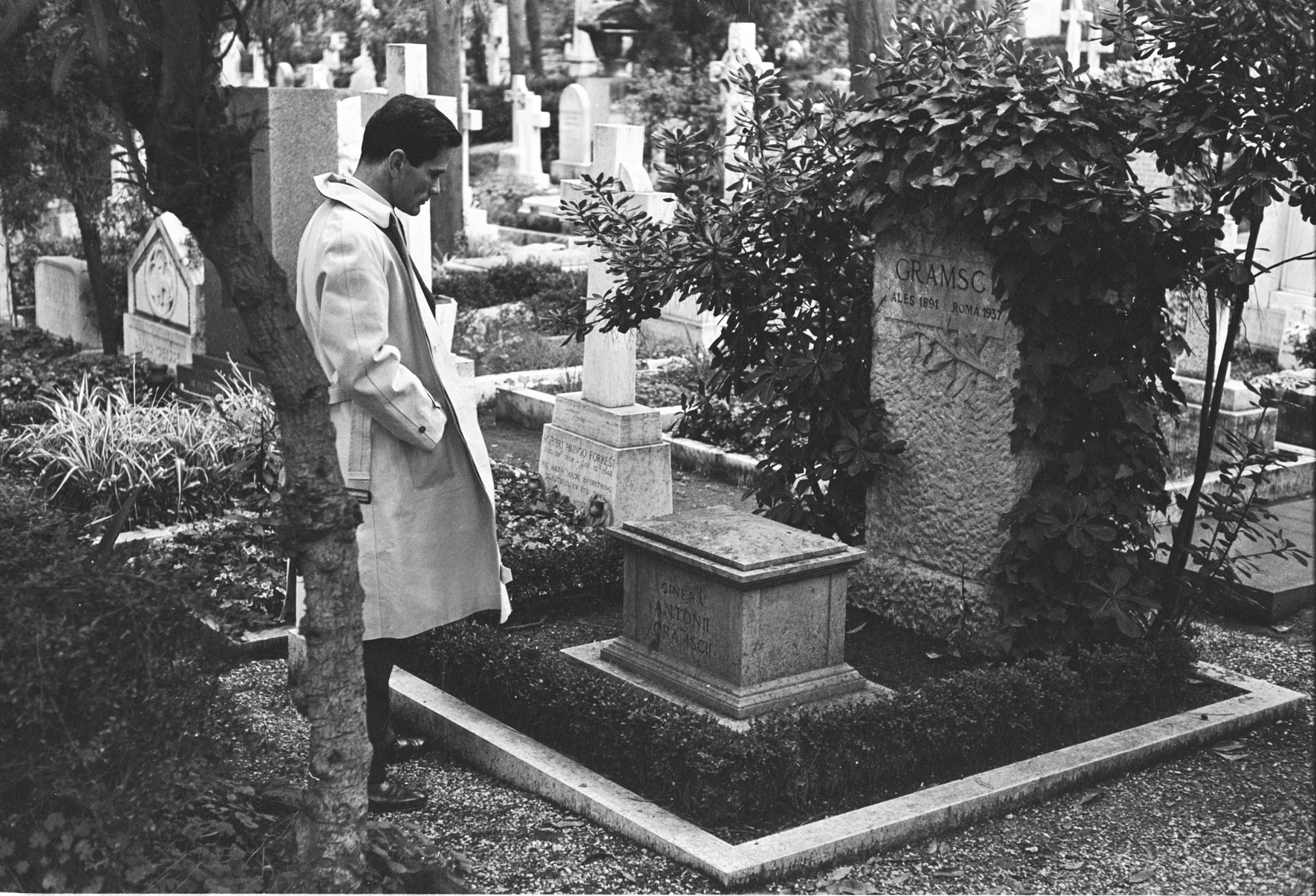
Pasolini se recueillant sur la tombe de Gramsci (v. 1970).

Au début de 1971, il tourne 12 décembre, un documentaire, avec la collaboration de quelques membres de Lotta continua, sur l'attentat de la piazza Fontana, et devient, en mars, directeur de publication de la revue de ce mouvement d'extrême-gauche. En avril, accusé d'« instigation à commettre des délits et apologie de crime », il semble ne pas s'en préoccuper[réf. nécessaire] :

« Il m'importe peu qu'ils me mettent en prison. Cela n'a pas d'importance pour moi : pour moi cela ne fait aucune différence, même d'un point de vue économique. Si je finis en prison, je pourrai lire tous les livres que je n'ai jamais réussi à lire. »

Pendant ce temps, il écrit une critique de Satura de Montale, et publie en avril son dernier recueil de poésies, Trasumanar e organizzar, qui n'attire l'intérêt ni des lecteurs ni des critiques. Il écrit le scénario des Contes de Canterbury pendant que son film Le Décaméron gagne le 28 juin le second prix à la Berlinale dans la catégorie Prix spécial du jury.
En 1972, son recueil d'essais, Empirismo eretico, est accueilli avec indifférence par les critiques[réf. nécessaire]. Il travaille sur son roman, Pétrole, pour lequel il a déjà écrit plus de cinq cents pages ; il pense y travailler « peut-être pour le reste de sa vie[réf. nécessaire]. »
Après les neuf semaines que dure le tournage des Contes de Canterbury, tourné en Angleterre, et sans même attendre que le film sorte en salles, il commence le scénario du dernier film de sa trilogie. Il fait plusieurs repérages aériens en Égypte, au Yémen, en Iran, en Inde et en Érythrée.

### La collaboration avec les journaux et les magazines
En novembre, il commence à collaborer avec l'hebdomadaire Tempo illustrato, s'occupant des critiques littéraires qui sortent plus tard en livre sous le titre de Descrizioni di descrizioni.
Au début de l'année 1973, il accepte de travailler pour le Corriere della Sera. Son premier article y paraît le 7 janvier. Appelé Contro i capelli lunghi (« Contre les cheveux longs »), c'est le premier d'une série d'interventions dans les domaines politique et de la mode, ainsi que du comportement public et privé des italiens. Ces articles seront publiés dans le volume Scritti corsari (« Écrits corsaires »).

### Documentaires et pièces de théâtre
Entre-temps commence le tournage de Les Mille et une nuits à Ispahan, en Iran, qui s'exécute de manière rapide et précise. Pasolini parvient également à tourner un documentaire : Les Murs de Sanaa, qui se veut un appel à l'Unesco pour sauver l'antique ville yéménite.
En septembre sortent deux pièces de théâtre, Caldéron et Affabulazione.
Un projet qu'il a en tête depuis 1966 se précise : un nouveau film intitulé Porno-Théo-Kolossal, dont Eduardo De Filippo devrait être l'un des personnages centraux.
Les Mille et une nuits sort en salle au début de 1974 et est l'un des plus grands succès de Pasolini malgré l'avis des critiques[réf. nécessaire].

### Les essais
Pendant l'été, il ajoute un long post-scriptum à son drame en vers, Bestia da stile[réf. nécessaire] : « L'Italie est un pays qui devient toujours plus stupide et ignorant. On y cultive des rhétoriques toujours plus insupportables. Il n'y a pas, en plus, de pire conformisme que celui de gauche, surtout, naturellement, quand il est adopté par la droite ».
Il écrit aussi d'autres textes, dont La nuova gioventù, et publie, après le référendum sur le divorce, l'article Gli italiani non sono più quelli.

### 1974 et 1975

#### Le mal radical
S'intéressant à un projet de film sur le marquis de Sade, il se met à étudier de manière intense le concept kantien de « Mal radical » (Das Radicale Böse), qui réduit l'humanité entière en esclaves du consumérisme, qui corrompt en manipulant l'âme et le corps. Pour expliquer cette conception du monde, Pasolini analyse son cas personnel et décrit son angoisse : « Un homosexuel, aujourd'hui en Italie, on le fait chanter, sa vie est en danger toutes les nuits. »
Le 19 janvier, le Corriere della Sera publie son article Sono contro l'aborto (« Je suis contre l'avortement »), qui suscite une vive polémique retracée et commentée dans un essai de l'auteur, Les Lettres luthériennes.
Puis il finit le scénario d’Il padre selvaggio, film qui ne sera jamais réalisé, dans les premiers jours de février, et, au milieu du même mois, commence à tourner Salò ou les 120 Journées de Sodome dans la région de Mantoue. Pendant ce temps, il écrit quelques articles pour l'hebdomadaire Il Mondo, qui font partie du volume posthume Lettere luterane.
Dans le mois de mai, son livre Écrits corsaires est publié, qui recueille tous les articles qu'il a écrit pour le Corriere della Sera du 7 janvier 1974 au 18 février 1975, notamment le fameux article des lucioles. Le livre comporte une section « Documents liés », dans laquelle sont ajoutées des critiques qu'il écrit pour l'hebdomadaire Tempo du 10 juin au 22 octobre 1974. Il s'y montre particulièrement virulent contre la société de consommation : « Le centralisme fasciste n’a jamais réussi à faire ce qu’a fait le centralisme de la société de consommation ». Une culture commune fondée sur l'hédonisme est imposée à tous au moyen de la télévision et par les infrastructures, l'adhésion des classes dominées a remplacé la répression.
Toujours en mai, il voit la sortie de son roman La nuova gioventù, et pendant l'été il travaille sur le tournage de Salò.

#### LaTrilogie de la vie
En octobre, les scénarios de la Trilogie de la vie sortent avec une introduction de quelques pages Abiura della trilogia. Pasolini donne le manuscrit final de La Divine Mimésis à l'éditeur Einaudi.
Il part alors à Stockholm pour une rencontre à l'Institut italien de culture de la ville, puis à Paris pour relire la traduction française de Salò. Le 31 octobre, il est de retour à Rome.

## Assassinat

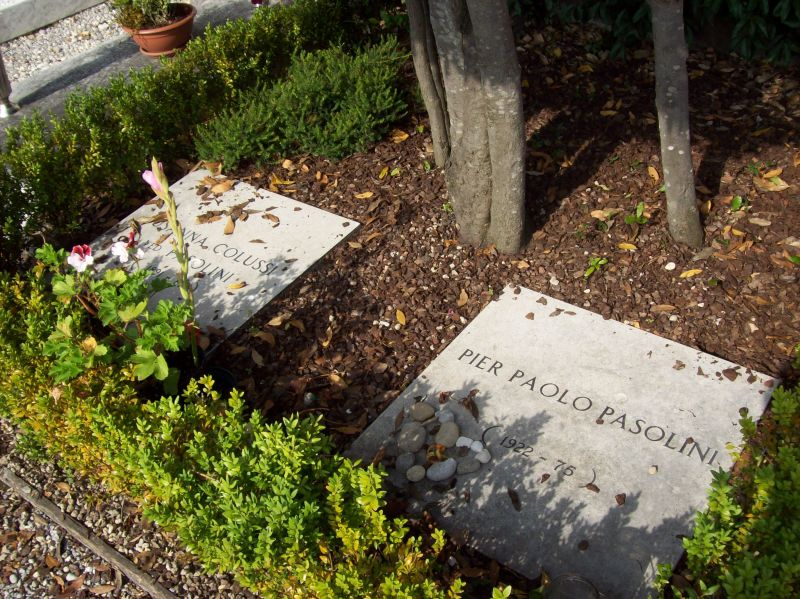
Tombe de Pasolini (Casarsa della Delizia).

Dans la nuit du 1er au 2 novembre 1975, sur la plage d'Ostie, près de Rome, Pasolini est tué à coups de bâton puis écrasé par sa propre voiture, une Alfa Romeo Giulia GT.

### Sanction puis rétractation de Giuseppe Pelosi
Un jeune prostitué de 17 ans, Giuseppe Pelosi (dit « Pino la grenouille »), arrêté la nuit du meurtre au volant de la voiture de Pasolini, se déclare vite seul responsable de la mort du cinéaste, reconnaissant un crime pour une affaire de prestation sexuelle. Le 26 avril 1976, le tribunal des mineurs de Rome déclare Pelosi « coupable du crime d'homicide volontaire avec le concours d'inconnus » et le condamne à neuf ans et sept mois de prison, la peine maximale pour un mineur. La cour d'appel de Rome confirme la condamnation pour homicide volontaire le 20 avril 1977, mais estime manquante « la preuve que le crime d'homicide ait été commis en concours avec d'autres ».
Le 26 novembre 1982, Pelosi obtient un régime de semi-liberté puis une libération conditionnelle le 18 juillet 1983. Cependant, il est arrêté un an plus tard pour différents vols.

Pelosi s'est accusé du crime avant de faire volte-face le 7 mai 2005, au cours d'une entrevue à la Rai. Il se proclame innocent et attribue l'homicide de Pasolini à trois autres personnes dont il ne divulgue pas l'identité, mentionnant seulement leur accent sicilien. Pelosi prétend avoir tu la vérité durant plusieurs années afin de protéger sa famille et ses proches, par crainte de représailles : 

« On l'a exécuté, explique Pelosi. Ils étaient cinq. Ils lui criaient : « Sale pédé, sale communiste » et ils le tabassaient dur. Moi, ils m'avaient immobilisé. Je ne l'ai même pas touché. J'ai même essayé de le défendre… »

Alberto Moravia évoque ainsi la mort de Pasolini : 
« La sua fine è stata al tempo stesso simile alla sua opera e dissimile da lui. Simile perché egli ne aveva già descritto, nella sua opera, le modalità squallide e atroci, dissimile perché egli non era uno dei suoi personaggi, bensì una figura centrale della nostra cultura, un poeta che aveva segnato un'epoca, un regista geniale, un saggista inesauribile. »
« Sa fin a été à la fois similaire à son œuvre et très différente d'elle. Similaire parce qu'il en avait décrit, dans ses œuvres, les circonstances sales et atroces, et différente parce qu'il n'était pas l'un de ses personnages mais une figure centrale de notre culture, un poète qui avait marqué une époque, un réalisateur brillant, un essayiste inépuisable. »
Le témoignage filmé d'un pêcheur présent sur les lieux du crime évoquait la présence d'une seconde voiture, d'où sont sortis quatre hommes qui ont roué Pasolini de coups avant de lui rouler sur le corps.

### Discussions et hypothèses sur la mort de Pasolini
L'une des hypothèses sur la mort de Pasolini privilégie la piste de l'assassinat en relation directe avec son accusation de la Démocratie chrétienne, de groupes pétroliers, de la CIA et de la Mafia dans la mort d'Enrico Mattei, responsable de l'ENI (Ente Nazionale Idrocarburi), groupe nationalisé du pétrole italien, le 27 octobre 1962 et dont la mort aurait pu être commanditée par son successeur Eugenio Cefis, dans un contexte de stratégie de la tension favorisant les affrontements entre extrême-gauche et extrême-droite afin de préparer l'avènement d'une dictature (ce que Pasolini aurait raconté dans le chapitre Lumières sur l'ENI du roman Pétrole, chapitre qui n'a soit jamais été écrit, soit jamais été retrouvé). Un autre journaliste voulant révéler cette affaire a également été tué.

Le 14 novembre 1974 déjà, dans Le roman des massacres, une tribune du Corriere della Sera, Pasolini affirme connaître les noms de « personnes importantes qui avec l'aide de la CIA, des colonels grecs et de la Mafia » auraient pensé, planifié et mis en œuvre la « stratégie de la tension » et les vagues de terrorisme ayant secoué l'Italie, attribuées successivement à l'extrême-gauche et à l'extrême-droite (et notamment les attentats de la gare de Bologne et de Brescia en 1974) : 

« Je sais tous ces noms et je sais tous les faits (attentats contre les institutions et massacres), dont ils se sont rendus coupables. »

Après la mort de Pasolini, son roman Petrolio reste inachevé. Le livre est construit autour des liens supposés entre les services secrets italiens, l'OTAN, la CIA, le pouvoir politique italien et l'ENI, dirigée alors par Eugenio Cefis, également président de la Montedison, et qui apparaît dans le roman, sous le nom d'Aldo Troia (« la truie »), personnage-clé et quelque peu obscur de l'histoire politique italienne, que les enquêtes ont souvent présenté comme le principal fondateur de la loge maçonnique P2 et que Pasolini accusait d'avoir commandité l'assassinat d'Enrico Mattei, son prédécesseur à la tête de la compagnie pétrolière, et d'un certain nombre d'autres meurtres politiques. Le livre paraîtra à titre posthume avec un chapitre manquant, « mystérieusement disparu » après la mort de l'auteur.
Dans leur ouvrage Pédé, et c’est tout, les journalistes Carla Benedetti et Giovanni Giovannetti soutiennent la thèse d’une exécution politique.

## Analyse de l'œuvre
Pasolini, en tant qu'écrivain et penseur, a développé un point de vue public sur la société italienne dans laquelle il vivait et qu'il voyait évoluer. Son regard embrassait la politique et les arts, mais aussi l'économie, la société de consommation, les médias, la dégradation culturelle et spirituelle selon lui à l'œuvre dans son pays, dont il dit : 

« La société de consommation de masse, en recouvrant artificiellement le tissu vivant de l’Italie par un ensemble insipide et uniforme de valeurs pragmatiques propres à l’idéologie du « bien-être », a littéralement étouffé l’identité du pays, a broyé dans une même machine imbécile de normalisation tous les particularismes culturels, les « petites patries » et les mondes dialectaux de la campagne italienne, jusqu’à modifier moralement et même physiquement le paysan pauvre… »

Pour Gilles Deleuze, la passion de Pasolini pour la forme du « discours indirect libre », et plus généralement ses écrits publics, sont des indices valides de cet engagement et de cette ambition.

## Liste des œuvres
Œuvres de Pier Paolo Pasolini traduites en français.

### Romans et nouvelles
- Les Ragazzi (Ragazzi di vita), Buchet Chastel 1958, « 10/18 », no 1521
- Une vie violente, Buchet Chastel, 1961, « 10/18 », no 1522
- Le Rêve d'une chose, Gallimard, 1965, « L’imaginaire » no 201
- Théorème, Gallimard, 1978, « Folio » no 1949
- La Divine Mimésis, Flammarion, 1980 ; rééd. Éditions Bartillat, Paris, 122 p., 2024  (ISBN 978-2841007608)
- Actes impurs, suivi d’Amado Mio, Gallimard, 1983, « Folio » no 3879
- Promenades romaines, Livre de poche bilingue, 1989 ; no 8715
- Les Anges distraits, Actes Sud, 1995, « Folio » no 3590
- Histoires de la cité de Dieu, Gallimard, « Arcades », 1998, repris partiellement sous le titre Nouvelles romaines, « Folio bilingue », no 107
- Douce et autres textes, Actes Sud, 2000
- Pétrole, Gallimard, 2006 (inachevé, posthume)

### Poèmes
- Poésies, 1953-1964, Gallimard, 1980 (édition bilingue, traduit par José Guidi). Réédition avec le titre Les cendres de Gramsci suivi de La religion de notre temps suivi de Poésie en forme de rose, Gallimard, 2017
- Avec les armes de la poésie..., Paris-Rome, Fonds Pasolini-Maison des Cultures du monde, 1984 (L. Betti et al.)
- Poésies, 1943-1970, Gallimard 1990 (traduit par Nathalie Castagné, René de Ceccatty, José Guidi et Jean-Charles Vegliante, Préface et choix de René de Ceccatty, Biobibliographie de José Guidi)
- Qui je suis, Arléa, 1994 (traduit par Jean-Pierre Milelli)
- Poèmes de jeunesse et quelques autres, Gallimard, 1995
- Poèmes oubliés, Actes Sud, 1996
- Dans le cœur d’un enfant, Actes Sud, 2000
- Où est ma patrie, Castor Astral, 2002
- La Nouvelle Jeunesse, 1941-1974, Gallimard, 2003 (traduit par Philippe Di Meo)
- Le Dada du sonnet, Les Solitaires intempestifs, 2005
- C. suivi de Projet d'œuvre future, Ypsilon Éditeur, 2008
- Feuilles de langues romanes, Ypsilon Éditeur, 2008
- Je suis vivant, trad. Olivier Apert et Ivan Messac, postface Leonardo Sciascia Éditions NOUS, 2011  (ISBN 978-2-913549-62-3)
- Adulte ? Jamais, Points, 2013 (traduit par René de Ceccatty)
- La Persécution : une anthologie (1954-1970), Points, 2014 (traduit par René de Ceccatty)
- La Religion de mon temps, Payot & Rivages, 2020 (préfacé et traduit par René de Ceccatty)

### Voyages
- L’Odeur de l’Inde, Denoël, 1984, Folio, no 3591
- La Longue route de sable, Arléa, 1999

### Essais
- Écrits corsaires, Flammarion, 1976
- L’Expérience hérétique, Payot, 1976
- Dialogues en public, Sorbier, 1980
- Descriptions de descriptions, trad. René de Ceccatty, Rivages, 1984, « Rivages-Pochotèque », no 168 ; rééd. Manifeste ! Éditions, augmenté de textes inédits, 450 p., 2022
- Écrits sur le cinéma, Presses universitaires de Lyon, 1987, « Petite bibliothèque des Cahiers du cinéma », no 42
- Écrits sur la peinture, Carré, 1997
- Lettres luthériennes, Seuil, 2000, « Points » n° p. 970
- Contre la télévision, Les solitaires intempestifs, 2003
- Les Terrains : écrits sur le sport, traduit de l'italien par Flaviano Pisanelli, Paris, le Temps des cerises, 2005
- Le Chaos, traduit de l'italien par Philippe di Meo, R&N éditions, 2018

### Correspondance
- Correspondance générale : 1940-1975, Gallimard 1991

### Théâtre
Les droits de publications en français des six pièces de Pasolini furent obtenues en 1988 par Marc Liebens pour les Éditions Didascalies, devenues une collection d’Actes Sud.
- Théâtre, Actes Sud, 1995, Babel no 177 : Calderón, Affabulazione, Pylade, Porcherie, Orgie, Bête de style (Traduction de Michèle Fabien, Titina Maselli et Alberte Spinette) ;
- Théâtre 1938-1965, Les Solitaires Intempestifs, 2005.

### Cinéma (scénarios)
- La Nébuleuse (La Nebbiosa), traduit de l’italien par Jean-Paul Manganaro, préf. de Yann Moix, Grasset, 2015
- Accattone ; 1961
  - scénario traduit de l'italien par Jean-Claude Zancarini, préf. de Carlo Levi, Paris, Macula, coll. Le film, 2015  (ISBN 978-2-86589-082-8)
- Mamma Roma ; 1962
  - Avant-Scène Cinéma, avril 1962, no 14, présentation d'Alberto Moravia
- Œdipe roi, Avant-Scène Cinéma, novembre 1969, no 97 (découpage)
- Le Père sauvage (Padre selvaggio), Les formes du secret, 1980 (scénario non tourné)[N 5]
- Saint-Paul, Flammarion, 1980 (scénario non tourné)
- Médée, Arléa, 2002
- Médée, Avant-Scène Cinéma, juin 2008, no 573 (découpage)
- Saint Paul, scénario, traduit de l'italien par Giovanni Joppolo, préfacé par Alain Badiou, Éditions NOUS, 2013  (ISBN 978-2-913549-82-1)

### Entretien
- Jean Duflot, Entretiens avec Pasolini, Belfond, 1970, repris sous le titre Les Dernières Paroles d’un impie (1969-1975), 1981 Testament spirituel et politique, cet entretien est réédité en 2007, avec une préface inédite de Jean Duflot : Pier Paolo Pasolini - Entretiens avec Jean Duflot, éditions Gutenberg, 2007[46].
- Furio Colombo et Gian Carlo Ferretti (trad. de l'italien par Hélène Frappat), L'Ultima intervista di Pasolini, Paris, Allia, 2010, 64 p. (ISBN 978-2-84485-342-4)

## Filmographie

### Réalisateur

#### Longs métrages de fiction
- 1961 : Accattone
- 1962 : Mamma Roma
- 1964 : L'Évangile selon saint Matthieu (Il Vangelo secondo Matteo)
- 1966 : Des oiseaux, petits et gros (Uccellacci e uccellini)
- 1967 : Œdipe roi (Edipo Re)
- 1968 : Théorème (Teorema)
- 1969 : Porcherie (Porcile)
- 1969 : Médée (Medea)
- La « Trilogie de la vie » :
  - 1971 : Le Décaméron (Il Decamerone)
  - 1972 : Les Contes de Canterbury (I racconti di Canterbury)
  - 1974 : Les Mille et Une Nuits (Il fiore delle mille e una notte)
- La « Trilogie de la mort » (inachevée)
  - 1975 : Salò ou les 120 Journées de Sodome (Salò o le 120 giornate di Sodoma)
  - (film inachevé) : Porno-Théo-Kolossal (Porno-Teo-Kolossal)

#### Documentaires
- 1963 : La Rage (La rabbia), 1re partie
- 1964 : Enquête sur la sexualité (Comizi d'amore)
- 1965 : Repérages en Palestine pour L'Évangile selon saint Matthieu (Sopralluoghi in Palestina per il vangelo secondo Matteo)
- 1968 : Notes pour un film sur l'Inde (Appunti per un film sull'India)
- 1969 : Carnet de notes pour une Orestie africaine (Appunti per un'Orestiade africana)
- 1970 : Notes pour un roman de l'ordure (Appunti per un romanzo dell'immondeza), inachevé
- 1971 : Les Murs de Sanaa (Le mura di Sana)

#### Participation à des films à sketch
- 1963 : La ricotta, sketch de Rogopag
- 1967 : La Terre vue de la Lune, sketch du film Les Sorcières (Le streghe)
- 1968 : Que sont les nuages ? (Che cosa sono le nuvole ?), sketch de Caprice à l'italienne
- 1969 : La Fleur de papier (La sequenza del fiore di carta), sketch de La Contestation[50] (Amore e rabbia)
- 1972 : 12 décembre, film collectif (non crédité)

### Acteur
- 1960 : Le Bossu de Rome (Il gobbo) de Carlo Lizzani : Monco
- 1967 : Tue et fais ta prière (Requiescant) de Carlo Lizzani : Don Juan
- 1967 : Œdipe roi (Edipo re) de lui-même : grand prêtre
- 1971 : Le Décameron de lui-même : élève de Giotto
- 1972 : Les Contes de Canterbury (I racconti di Canterbury) de lui-même : Geoffrey Chaucer
- 1972 : S.P.Q.R. de Volker Koch

## Hommages

### Cinéma
- Dans le film Journal intime (1993) de Nanni Moretti, on voit Moretti longer la plage d'Ostie sur sa Vespa et s'arrêter devant le lieu de l'homicide, avec comme musique de fond The Köln Concert de Keith Jarrett.
- Dans Le Livre d'image (2018) de Jean-Luc Godard, on retrouve une scène tirée de  Salo ou les 120 journées de Sodome. Il s'agit d'un plan où l'on voit les jeunes hommes et femmes réduits à l'état de chien.
- The Ashes of Pasolini, vidéo présentée à la Biennale de Venise, par l'artiste chilien Alfredo Jaar. Il y réécrit l'histoire de la mort de Pasolini. Le titre fait référence au recueil de poèmes Les Cendres de Gramsci de Pasolini.
- Dans le film I magi randagi (1996), de Sergio Citti, on voit une femme partir du lieu du meurtre de Pasolini.
- Les réalisateurs Daniele Ciprì et Franco Maresco dédicacèrent un court-métrage appelé Arruso à Pasolini.
- Dans le film Saint-Omer d'Alice Diop, le personnage de Rama regarde Médée sur son ordinateur portable.

#### Films sur Pasolini
- Pasolini l'enragé, documentaire de la collection Cinéastes de notre temps réalisé par Jean-André Fieschi
- Film écrit et réalisé par Mario Verger, Pasolini requiem, lors du trentième anniversaire de sa mort
- Pasolini, mort d'un poète (Pasolini, un delitto italiano), réalisé par Marco Tullio Giordana (1995) Le film reconstitue le procès de Pino Pelosi, accusé du meurtre de Pasolini.
- Pier Paolo Pasolini et la Raison d'un rêve (Pier Paolo Pasolini e la ragione di un sogno), documentaire biographique réalisé par Laura Betti et Paolo Costella (2002)
- La notte quando è morto Pasolini, documentaire biographique de 25' réalisé par Roberta Torre (2009)
- Pasolini[51], film d'Abel Ferrara, avec Willem Dafoe dans le rôle du cinéaste (2014)
- L'Affaire Pasolini[52] (La macchinazione), film de David Grieco, avec Massimo Ranieri dans le rôle du cinéaste (2016)
- Pier Paolo Pasolini: Una visione nuova, documentaire de Giancarlo Scarchilli (it) (2023)
- La Passion selon Béatrice, documentaire dramatique de Fabrice Du Welz (2024) Un portrait de l'artiste à travers le regard de Béatrice Dalle[53].

### Musique et chanson
- Lamento per la morte de Pasolini, chanson écrite par Giovanna Marini en décembre 1975, une narration orale populaire, dans le style du chant religieux extra-liturgique abruzze, L'orazione di San Donato
- Una storia sbagliata (1980), chanson écrite par Fabrizio De André et Massimo Bubola
- Le groupe de musique industrielle Coil rend hommage à Pasolini dans le morceau Ostia (The Death of Pasolini) sur l'album Horse Rotorvator sorti en 1986.
- Sur son album Tilt, sorti en 1995, Scott Walker lui rend également hommage sur le premier morceau, intitulé Farmer in the City (Remembering Pasolini). Les paroles proviennent de la traduction anglaise d'un poème de Pasolini, Una tanti dialoghi.
- A Pa', de Francesco De Gregori (Scacchi e tarocchi), 1985

### Littérature, BD
- Pasolini une rencontre (Intervista a Pasolini), interview « idéale » et fictive sous forme de bande dessinée, par Davide Toffolo, Biblioteca dell'immagine, 2002 ; traduit en France par les éditions Casterman en 2004
- Dans la main de l'ange, de Dominique Fernandez, histoire romancée de la vie de Pasolini
- La Piste Pasolini, de Pierre Adrian, récit de voyage de Frioul à Rome, sur les traces de la vie de Pasolini, 2015
- Pier Paolo Pasolini, au-delà du destin, de Christian Soleil, éditions Publibook, 2016
- La Callas et Pasolini, un amour impossible, de Sara Briotti et Jean Dufaux, Aire Libre Dupuis, octobre 2023, 96 pages,  (ISBN 979-1-0347-6246-0).

### Théâtre
- La Passion selon Pier Paolo Pasolini de René Kalisky, pièce publiée en 1978 aux éditions Stock et créée au Théâtre du Jardin Botanique à Bruxelles le 9 décembre 1977 L'auteur rend hommage à Pasolini, en le mettant en scène entouré de quelques-uns de ses comédiens, se mettant lui-même en scène. La pièce fait de nombreuses allusions aux œuvres de Pasolini.
- Orgie, adaptation de Danièle Sallenave et Michèle Fabien, pièce créée par Nathalie Cornet, Dominique Boissel et Laure Moulinier dans une mise en scène de Marc Liebens au Théâtre de la Tempête (Paris) en 1988 et reprise immédiatement à l'Ensemble Théâtral Mobile de Bruxelles ;
- La Rabbia, de Pippo Delbono, spectacle amorcé en 1995 Hommage poétique qui naît de la correspondance intime entre l’homme et l’artiste, Pasolini, et de la même nécessité vitale qui constitue, depuis toujours, l’inspiration principale des œuvres de la Compagnia Delbono.
Avec : Bobò, Piero Corso, Pippo Delbono, Lucia Della Ferrera, Gustavo Giacosa, Simone Goggiano, Mario Intruglio, Pepe Robledo.
- PPP Dernier inventaire avant liquidation de Stefano Ricci et Gianni Forte, 2016 ; texte original : PPP Ultimo inventarion prima di liquidazione traduit par Rossana Jemma

### Art
- La vidéaste et performeuse zurichoise d'origine italienne Angela Marzullo rend hommage à Pasolini dans une vidéo de 2008 mettant en scène ses propres filles lisant Lettres luthériennes. L'artiste aborde dans cette vidéo la question de la transmission de l'éducation à la jeunesse, notamment dans son angle subversif puisque le point nodal en est la lecture de la vision utopique de Pasolini. Marzullo interroge l'idée de lutte des classes et les théories de l'éducation[54],[55]. Cette vidéo donne lieu par la suite à une monographie Homeschooling reprenant le thème de l'éducation de la jeunesse, et plus spécifiquement prolétaire.
- Ernest Pignon-Ernest lui consacre une œuvre, qu'il colle dans les rues de Rome et d'autres lieux où Pasolini a vécu[56].
- Lili Reynaud Dewar a obtenu le prix Marcel-Duchamp en 2021 pour une œuvre dans laquelle elle évoque la dernière journée de Pasolini[57].

### Source
- (it) Cet article est partiellement ou en totalité issu de l’article de Wikipédia en italien intitulé « Pier Paolo Pasolini » (voir la liste des auteurs).